# Famille Bompard
La famille Bompard est une famille de la bourgeoisie française.

## Les origines
Originaire du hameau du Bez, à La Salle (Hautes-Alpes), la famille Bompard y est notaire et secrétaire de la communauté de père en fils à partir du XVIIe siècle.
L’un de ses membres fonde une librairie au Brésil à la fin du XVIIIe siècle.
Barthélemy Bompard fonde une importante maison de draperie à Metz en 1806.

## Principales personnalités
- Barthélemy Bompard (1784-1867), président du Tribunal de Commerce et de la Chambre de commerce de Metz, maire de Metz, député de la Moselle
- Henri Bompard (1821-1906), industriel, préside la Chambre de commerce de Bar-le-Duc, maire de Bar-le-Duc, député et sénateur de la Meuse, président du Conseil général de la Meuse
- Auguste Victor Joseph Bompard (1822-1866), banquier à Metz
- Louis Bompard (1851-1920), normalien, inspecteur général de l’instruction publique
- Maurice Bompard (1854-1935), diplomate, secrétaire général du Gouvernement tunisien, sénateur de la Moselle
- Joseph Bompard (1883-1948), conseiller-maître à la Cour des comptes, commissaire du gouvernement, directeur du cabinet du président de la République Alexandre Millerand, questeur de l'Assemblée consultative[1]
- Henri Bompard (1889-1939), polytechnicien, capitaine d'artillerie, secrétaire général des Usines et Forges de Redange-Dilling, directeur général des Forges et acieries de Dillingen
- Pierre Bompard (1890-1962), peintre de la marine
- Jacques Joseph Maurice Bompard (1924), polytechnicien, ingénieur aux Aciéries de Dillingen et aux Hauts-Fourneaux de Givors
- Maurice Éric Bompard (1947), homme d'affaires, fondateur et président-directeur général de la société Éric Bompard
- Lorraine Bompard (1976), épouse de Gournay, femme d'affaires, directrice générale de la société Éric Bompard

## Pour approfondir